# Podgorny (Krasnojarsk, Schelesnogorsk)
Podgorny (russisch Подго́рный) ist eine Siedlung städtischen Typs in der Region Krasnojarsk.
Die Siedlung gehört zum „geschlossenen“ Stadtkreis (SATO) Schelesnogorsk und liegt 15 km südsüdwestlich von Schelesnogorsk, knapp 40 km nordöstlich des Zentrums von Krasnojarsk sowie 6 km östlich der Stadt Sosnowoborsk. Die Einwohnerzahl stieg zwischen 2002 und 2010 von 6164 auf 6760.
Die Siedlung wurde ab 1953 errichtet und trug zunächst den Tarnnamen Krasnojarsk-35. 1994 erhielt sie unter dem heutigen Namen den Status einer Siedlung städtischen Typs. Zum 1. Juli 2008 wurden trotz der Zugehörigkeit zum Stadtkreis des weiterhin geschlossenen Schelesnogorsk die Zugangsbeschränkungen für die Siedlung Podgorny aufgehoben.
Straßenanschluss besteht zur 6 km nordwestlich vorbeiführenden, dem Jenissei folgenden Regionalstraße 04N-374 Krasnojarsk – Schelesnogorsk.
Südlich des Ortes befindet sich die ortsbildende Chemiefabrik für Raketentechnik, die ab 1958 errichtet wurde und seit 1961 in Betrieb ist.

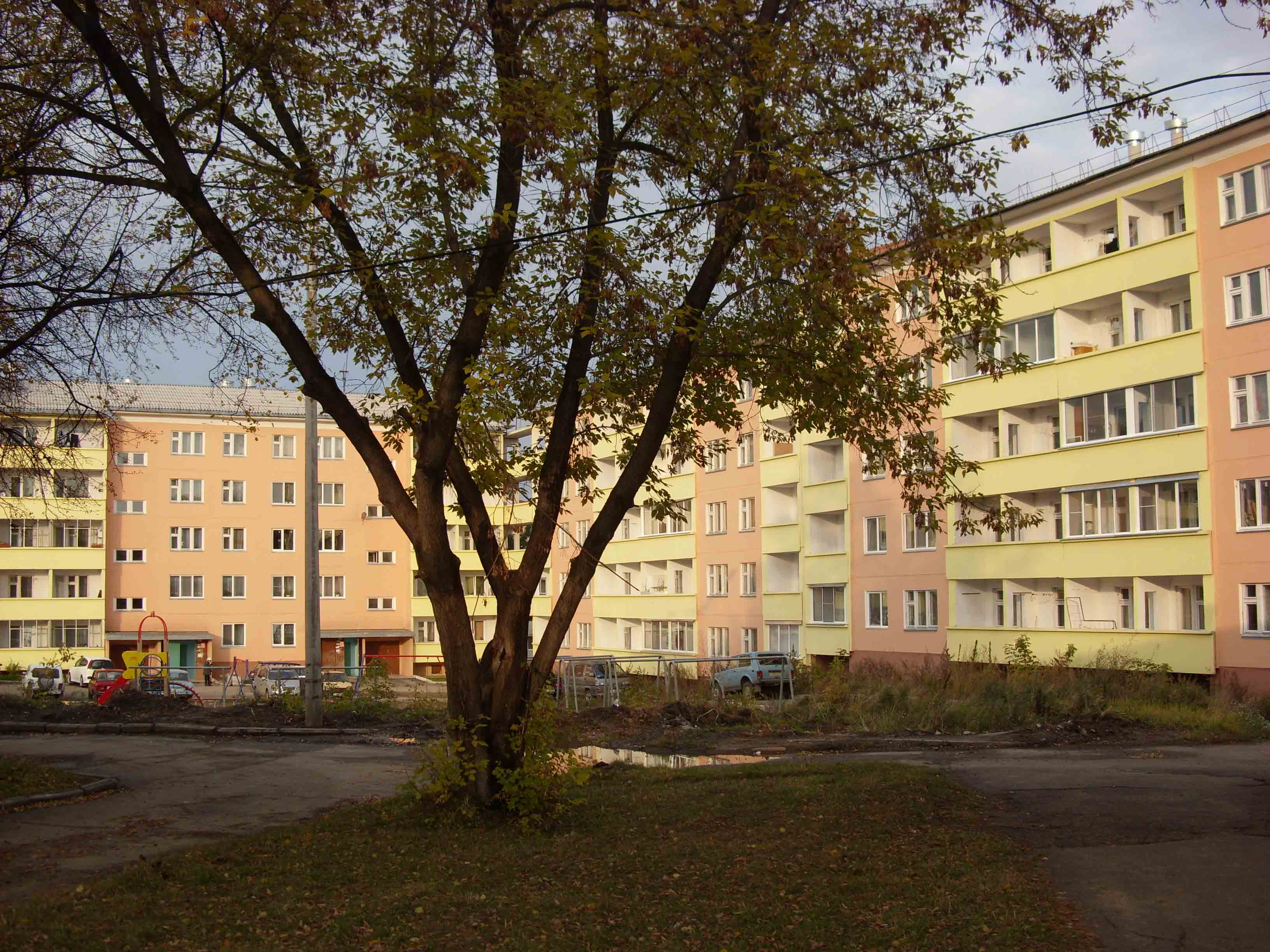
Häuserblock
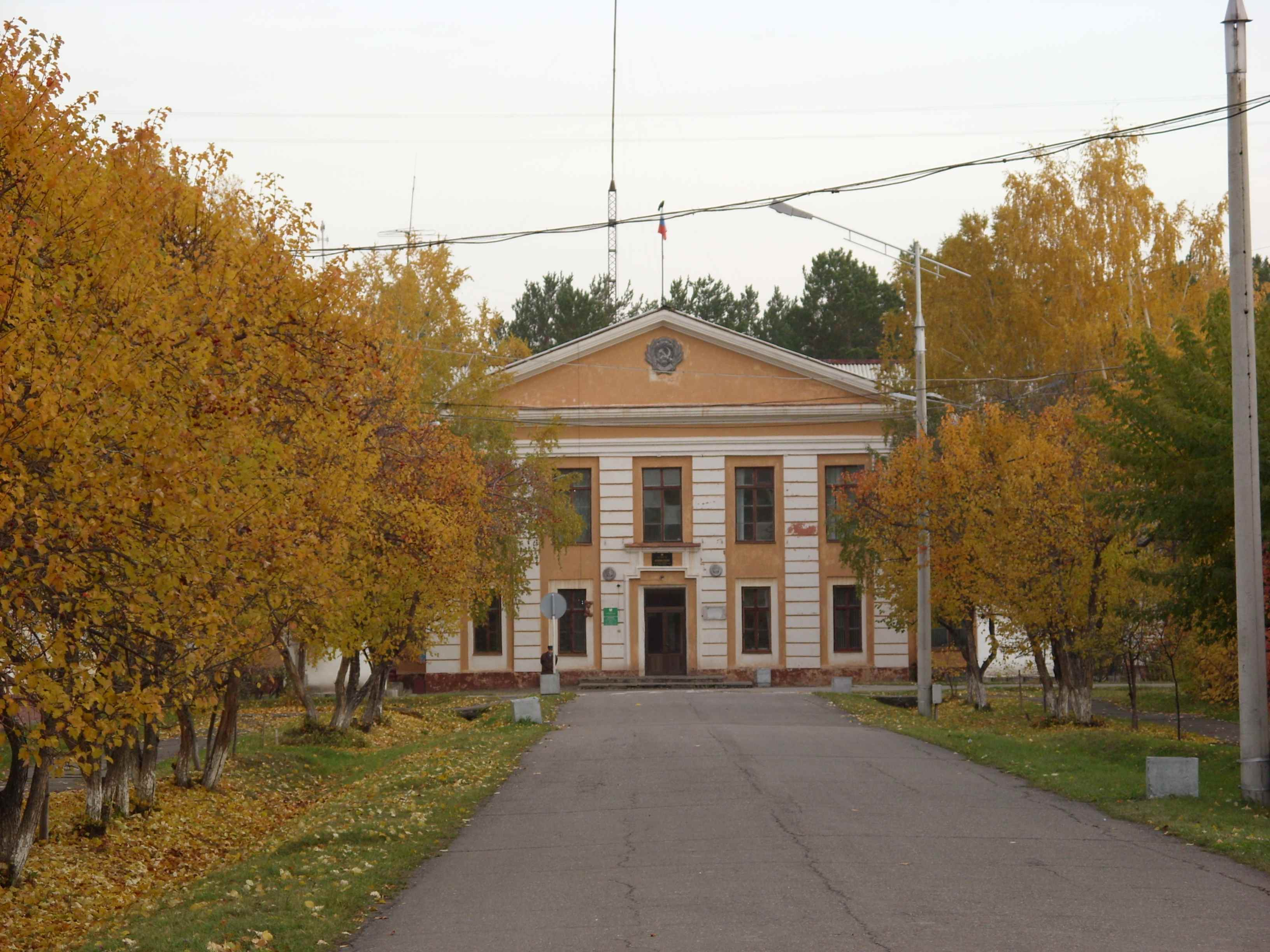
Gebäude der Siedlungsverwaltung
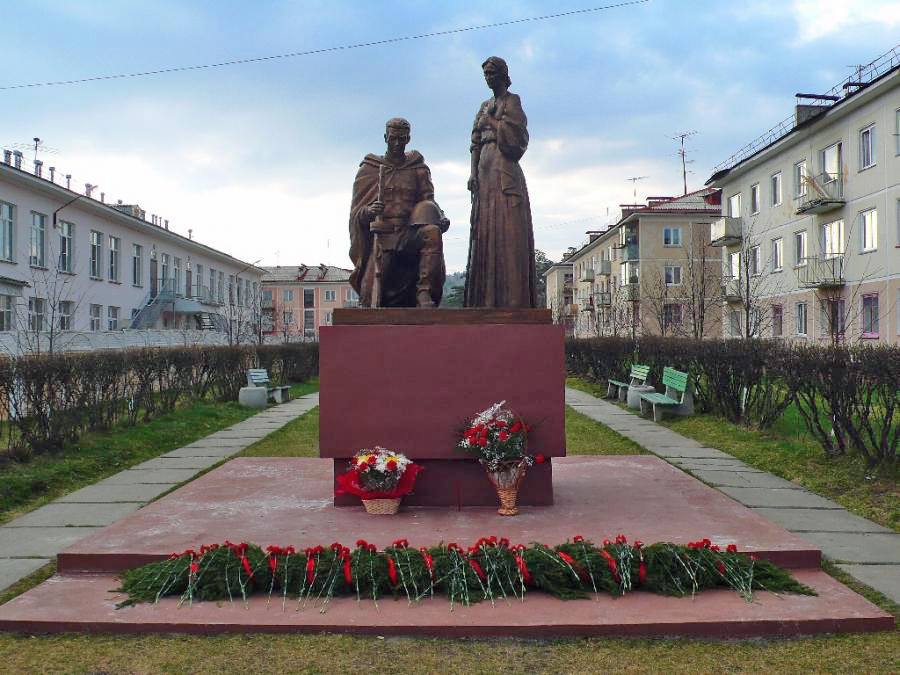
Denkmal

## Söhne des Ortes
- Witali Jewdokimow (* 1980), Eishockeytorwart
- Andrei Schepelenko (* 1980), Eishockeyspieler